# 落合兼置
落合 兼置（おちあい かねおき）は、戦国時代の武将。日向伊東氏の家臣。

## 生涯
天文4年（1535年）、誕生。落合氏は伊東氏庶流。伊東氏祐が日向国に下向する際、付き従い被官化した家系にあたる。
伊東家中においては「山東惣奉行」という独自の役職で特筆され、家老（御感状連判人数）とは区別されていた事が分かるが、具体的な職掌は不明。島津氏側の史料には「日向惣奉行」として名が残る。また、大将としての活躍も多く、特に永禄6年（1563年）の目井古城の戦いでは、島津豊州家を相手に寡兵で良く持ちこたえ島津軍を放逐し、勲功第一と賞された。
元亀3年（1572年）、木崎原の戦いで敗北を喫した伊東軍の殿を務め、戦死した。